# HMS Gurkha (G63)
HMS Gurkha (F63/G63) là một tàu khu trục lớp L được Hải quân Hoàng gia Anh Quốc chế tạo vào cuối những năm 1930. Nguyên được mang tên Larne với ký tự bắt đầu là ‘L’ như những chiếc cùng lớp, nó được đổi tên thành Gurkha nhằm tưởng niệm chiếc tàu khu trục lớp Tribal Gurkha bị đánh chìm vào tháng 4 năm 1940. Nó đã nhập biên chế và phục vụ trong Chiến tranh Thế giới thứ hai cho đến khi bị đánh chìm bởi ngư lôi phóng từ tàu ngầm U-boat Đức U-133 tại Địa Trung Hải vào ngày 17 tháng 1 năm 1942.

## Thiết kế và chế tạo
Gurkha nguyên được đặt hàng như là chiếc Larne cho xưởng tàu của hãng Cammell Laird & Co Ltd ở Birkenhead vào ngày 31 tháng 3 năm 1938 trong Dự toán Ngân sách Hải quân 1937. Nó được đặt lườn vào ngày 18 tháng 10 năm 1939, là chiếc đầu tiên trong lớp được đặt lườn. Sau khi chiếc tàu khu trục lớp Tribal Gurkha bị đánh chìm vào tháng 4 năm 1940 ngoài khơi Na Uy, sĩ quan và binh lính thuộc Lữ đoàn Gurkha đã tình nguyện đóng góp một ngày lương để chế tạo chiếc thay thế, và đến tháng 6, Larne được đổi tên Gurkha thành nhằm tiếp nối mối quan hệ này. Nó được hạ thủy vào ngày 8 tháng 7 năm 1940, được đỡ đầu bởi Mary Soames, con gái Thủ tướng Winston Churchill.
Lớp L được dự định mang một dàn pháo chính gồm sáu khẩu hải pháo QF 4,7 inch Mark XI trên ba tháp pháo kín nòng đôi kiểu Mark XX, nhưng sự trì hoãn trong việc sản xuất pháo mới đã đưa đến quyết định vào tháng 7 năm 1940 sẽ hoàn tất bốn chiếc trong lớp, bao gồm Gurkha, mang một dàn pháo được biến đổi gồm tám khẩu QF 4 in (100 mm) Mk XVI trên bốn tháp pháo nòng đôi. Vũ khí phòng không tầm gần bao gồm một dàn 2-pounder (40 mm) "pom-pom" bốn nòng, hai pháo 20 mm nòng đơn và hai khẩu đội súng máy Vickers.50 bốn nòng. Tám ống phóng ngư lôi được bố trí trên hai dàn phóng bốn nòng; và con tàu mang theo 110 quả mìn sâu.
Gurkha đạt được tốc độ tối đa 33,73 hải lý trên giờ (62,47 km/h; 38,82 mph) khi chạy thử máy, và hoàn tất vào ngày 18 tháng 2 năm 1941. Vị chỉ huy duy nhất của nó là Trung tá Hải quân C N Lentaigne, em trai của Joe Lentaigne, một sĩ quan thuộc Trung đoàn Bộ binh Gurkha 4 của Hoàng tử xứ Wales.

## Lịch sử hoạt động
Sau khi nhập biên chế, Gurkha gia nhập Đội hộ tống 11. Vào ngày 25 tháng 3 năm 1941, chiếc tàu hơi nước Beaverbrae bị máy bay ném bom Đức đánh chìm, và nó đã cùng tàu khu trục Tartar cứu vớt thủy thủ đoàn của Beaverbrae. Đang khi quay trở về Scapa Flow, nó mắc tai nạn va chạm với một tàu đánh cá gỗ, làm đắm chiếc tàu đánh cá và bản thân nó bị hư hại đáng kể. Chiếc tàu khu trục được sửa chữa tại Rosyth cho đến tháng 6 năm 1941.
Sau khi hoàn tất sửa chữa, Gurkha được bố trí nhiệm vụ hộ tống vận tải tại Khu vực Tiếp cận phí Tây. Nó bảo vệ cho các đoàn tàu vận tải Malta, đánh chìm chiếc tàu ngầm Ý Adua, cũng như hộ tống các đoàn tàu vận tải đi từ Anh đến Gibraltar. Nó trúng ngư lôi phóng từ tàu ngầm U-boat Đức U-133 ngoài khơi Sidi Barrani vào ngày 17 tháng 1 năm 1942, và bị chìm sau 90 phút, ở tọa độ 31°50′B 26°15′Đ / 31,833°B 26,25°Đ. Những người sống sót được chiếc tàu khu trục Hà Lan HNLMS Isaac Sweers cứu vớt.